# B.I
Đây là một tên người Triều Tiên, họ là Kim.
B.I (tiếng Hàn: 비아이) tên thật là Kim Han-bin (tiếng Hàn: 김한빈; Hanja: 金韓彬; Hán-Việt: Kim Hàn Bân; sinh ngày 22 tháng 10 năm 1996 tại Goyang, Gyeonggi, Hàn Quốc), là một rapper, ca sĩ và nhà sản xuất âm nhạc người Hàn Quốc, cựu thành viên của nhóm nhạc hiphop Hàn Quốc iKON dưới sự quản lý của YG Entertainment. Anh từng được biết đến là thành viên Team B trong chương trình thực tế sống còn "Who is next: WIN" năm 2013 của đài Mnet. Anh cũng từng xuất hiện trong chương trình sống còn "MIX & MATCH" cùng với các thành viên khác của iKON: Jinhwan, Bobby, Yunhyeong, Donghyuk, Junhoe và  Chanwoo vào năm 2014 trước khi ra mắt.
Vào ngày 12 tháng 6 năm 2019, đại diện của Kim tuyên bố anh rút khỏi iKON vì đã bị phát hiện định mua ma túy năm 2016 (dù chưa sử dụng). Ngày 27 tháng 2 năm 2020, văn phòng công tố tuyên bố Kim Han Bin âm tính với ma túy sau nhiều lần thẩm vấn và kết quả xét nghiệm mẫu tóc.

## Sự nghiệp

### Trước khi ra mắt - Chương trình sống còn:

#### Trước khi debut
B.I sinh ra trong một gia đình bề thế được công chúng biết đến lần đầu tiên năm 13 tuổi với tư cách là rapper trong ca khúc "Indian Boy" của MC Mong vào năm 2009. Cùng với sự xuất hiện trong MV "Indian boy", anh trình diễn trực tiếp ca khúc này và làm khách mời trong MV tiếp theo đó của MC Mong - "Horror Show".

#### WIN
B.I trở thành thực tập sinh của YG Entertainment vào tháng 1 năm 2011, tại đây anh cùng các thành viên Bobby, Kim Jinhwan là những thành viên đầu tiên của nhóm thực tập sinh 6 thành viên - "Team B".
Team B được giới thiệu tới công chúng thông qua chương trình thực tế sống còn "Who is next: WIN" năm 2013 của đài truyền hình Mnet. Trong chương trình này, 2 đội, Team A và B đã phải trải qua 3 vòng thi đấu chính thức, bao gồm hát, nhảy và bài hát tự sáng tác. Khán giả sẽ thông qua bình chọn để quyết định người chiến thắng. Với tư cách là một nhóm trưởng, B.I đã dẫn dắt, sáng tác, xây dựng vũ đạo, sắp xếp các bài hát của Team B, thể hiện được tài năng vượt trội của mình và nhận được rất nhiều lời khen ngợi từ ban giám khảo. Trong chương trình WIN, anh đã có được bản quyền sáng tác đầu tiên với bài hát trong đêm chung kết của nhóm - "Climax". Tuy nhiên, do nhận được số lượng bình chọn ít hơn, Team B đã thua cuộc và phải đối mặt với nguy cơ tan rã hoặc thay đổi thành viên trong khi Team A được ra mắt chính thức dưới tên gọi là WINNER.

#### SHOW ME THE MONEY
Vào tháng 5 năm 2014, YG Entertainment thông báo B.I và Bobby sẽ tham gia thi đấu trong chương trình rap "Show Me The Money 3" của đài Mnet. Ngay từ những tập đầu tiên, B.I đã gây ấn tượng với khán giả bằng khả năng làm chủ sân khấu tuyệt vời của mình. Dưới sự hướng dẫn của giám khảo Masta Wu và Tablo của EPIK HIGH, B.I đã tiến vào Top 8 và phát hành ca khúc "BE I" do anh tự sáng tác và viết lời. Mặc dù bị loại ở tập 7, nhưng ca khúc "BE I" do B.I trình bày đã đạt thành tích vô cùng cao trên các bảng xếp hạng âm nhạc Hàn Quốc, và được ban giám khảo đánh giá là một trong những màn trình diễn tuyệt vời nhất "Show Me The Money 3" đồng thời phá tan định kiến của công chúng về rapper thần tượng.

#### MIX & MATCH
Sau khi chương trình "Show Me The Money 3" kết thúc, YG thông báo các thành viên của Team B sẽ trở lại và cạnh tranh trong một chương trình thực tế sống còn khác mang tên "MIX & MATCH" mà họ vừa bắt đầu quay. Trong khi B.I, Bobby và Jin Hwan đã được xác nhận là 3 thành viên chính thức thì các thành viên còn lại của Team B là Yun Hyung, Dong Hyuk, Jun Hoe phải tiếp tục thi đấu với 3 thực tập sinh mới: Jung Chan Woo, Yang Hong Seok và Jung Jin Hyung để giành được 4 tấm vé còn lại của iKON.
Trong thời gian phát sóng "MIX & MATCH", B.I thêm một lần nữa phô bày được khả năng sáng tác của mình với các ca khúc: "Wait for me", "Long Time No See" và "Sinosijak" và bài hát hợp tác với nhóm EPIK HIGH - "Born Hater" trong vai trò là người sáng tác và viết lời. Bên cạnh việc kết hợp cùng với rapper Beenzino, Verbal Jint, Song Mino của WINNER và thành viên cùng nhóm Bobby trong "Born Hater", B.I còn được ghi nhận là người đồng sáng tác bài hát cùng với DJ Tukutz.
Bên cạnh đó, thời điểm ghi hình "MIX & MATCH" trùng với chương trình "Show Me The Money", trong khoảng thời gian này, B.I phải vừa soạn lời rap, chuẩn bị cho phần thi của mình trong "Show Me The Money", vừa phải dẫn dắt, giúp đỡ các thành viên của nhóm mình trong "MIX AND MATCH".
Kết thúc chương trình "MIX & MATCH", nhóm nhạc nam mới của YG Entertainment - iKON chính thức được thành lập với 7 thành viên: B.I(nhóm trưởng), Bobby, Kim Jin Hwan, Koo Jun Hoe, Kim Dong Hyuk, Song Yun Hyung và Jung Chanwoo.

### Chính thức ra mắt - Trưởng nhóm iKON
Ngày 20 tháng 8 năm 2015, YG chính thức thông báo iKON sẽ ra mắt với 7 thành viên vào ngày 15 tháng 9 cùng năm. Theo đó, vào ngày 15 tháng 9, nhóm tân binh iKON đã ra mắt MV cho bài hát khởi động "My Type" do chính B.I tham gia sáng tác và viết lời, sau khi được phát hành, "My Type" đã ngay lập tức càn quét các bảng xếp hạng Realtime của Hàn Quốc, với 18 lần chạm nóc bảng xếp hạng MelOn, đạt "Chứng nhận All-kill" và No.1 suốt 6 ngày liên tiếp, đồng thời ca khúc "My Type" cũng giành chiến thắng trong các chương trình âm nhạc mặc dù không được quảng bá. Bên cạnh đó, B.I cũng tham gia sáng tác toàn bộ bài hát trong Debut Half Album Welcome Back của iKON được phát hành vào ngày 1 tháng 10 với 2 bài hát chủ đề "Rhythm Ta" và "Airplane".
Vào ngày 3 tháng 10 năm, B.I cùng nhóm nhạc của mình đã tổ chức Debut Concert SHOWTIME tại sân vận động Olympic Gymnastics với 13000 người hâm mộ tham dự và hơn 50000 lượt xem trực tiếp qua ứng dụng Naver "V". Theo như báo chí Hàn Quốc, Trung Quốc và Nhật Bản, Debut Concert của iKON đã được tổ chức tại hội trường hòa nhạc lớn nhất Hàn Quốc, đây là điều không thể tưởng tượng đối với một nhóm tân binh.
Sau hơn một tháng phát hành Debut Half Album, ngày 16 tháng 11, B.I chính thức trở lại cùng với iKON trong MV "Apology" và kết hợp cùng thành viên Bobby trong MV "Anthem", đồng thời B.I cũng tham gia sáng tác "Anthem" và viết lời cho cả hai ca khúc
Ngày 01 tháng 12 năm 2018, tại lễ trao giải Melon Music Awards 2018, ca khúc "Love Scenario" do B.I sáng tác đã giúp iKON thắng giải Daesang Song Of The Year, ngoài ra B.I nhận được giải thưởng Song Writer Award,anh là idol đầu tiên được nhận giải thưởng này. Ngày 05 tháng 1 năm 2019 cũng với ca khúc "Love Scenario" iKON nhận được giải Daesang Digital tại lễ trao giải Golden Disc Award - giải thưởng được xem là "Grammy của Hàn Quốc".

### 2019: Scandal chất kích thích. Chính thức rời iKON và kết thúc hợp đồng với công ty
Vào ngày 12/6/2019, B.I tuyên bố rời khỏi iKON sau khi một hãng tin tức tiết lộ rằng vào năm 2016, anh đã cố gắng mua thuốc gây ảo giác LSD nhưng sau đó anh không sử dụng ma túy này. B.I đã đăng một bức thư trên tài khoản Instagram của anh tiết lộ rằng anh sẽ rời nhóm. Cùng ngày, công ty đại diện của anh, YG Entertainment, đã chấm dứt hợp đồng với B.I
Ngày 27 tháng 2 năm 2020, văn phòng công tố tuyến bố Kim Han Bin âm tính với ma túy sau nhiều lần thẩm vấn và kết quả xét nghiệm mẫu tóc.
Vào ngày 28 tháng 9 năm 2020, B.I được bổ nhiệm làm giám đốc điều hành của Công ty IOK. Ngày 18/1/2021 Kim Hanbin comeback qua ca khúc Acceptance Speech trong albumn "Epik High is here" cùng với Epik High.

### 2021: Sự nghiệp solo
Ngày 19/3/2021, B.I cho ra mắt album Midnight Blue (Love Streaming). Số tiền thu được từ bản phát hành này được quyên góp để hỗ trợ trẻ em gặp khủng hoảng trên toàn cầu thông qua World Vision.
Ngày 14/5/2021, lần đầu tiên B.I chính thức comeback và xuất hiện trong MV với Got it like that. Ca khúc là sự kết hợp giữa B.I, Destiny Rogers và Tyla Yaweh.
Ngày 1/6/2021, B.I tiếp tục trở lại với album Waterfall có bài hát chủ đề illa illa.
Ngày 11/11/2021, B.I comeback với half album Cosmos có bài hát chủ đề cùng tên.

## Danh sách đĩa nhạc và chương trình tham gia

### Bài hát (Không bao gồm các bài hát của iKON)
| Năm  | Tiêu đề                                                                     | Vị trí trên cao nhất Bảng Xếp Hạng | Doanh thu nhạc số | Album               |
| Năm  | Tiêu đề                                                                     | Hàn Quốc Gaon                      | Doanh thu nhạc số | Album               |
| ---- | --------------------------------------------------------------------------- | ---------------------------------- | ----------------- | ------------------- |
| 2009 | "Indian Boy" MC Mong (featuring 장근이, B.I)                                | —                                  |                   | Humanimal           |
| 2014 | "BE I"                                                                      | 5                                  | 409,985+          | Show Me The Money 3 |
| 2014 | "Born Hater " Epik High (featuring Beenzino, Verbal Jint, B.I, Mino, Bobby) | 3                                  | 852,352+          | Shoebox             |

### Music Video
| Năm  | Tên                          | Ca sĩ                 | Thời gian | Album              | Ghi chú       |
| ---- | ---------------------------- | --------------------- | --------- | ------------------ | ------------- |
| 2009 | "Indian Boy"                 | MC Mong               | 3:28      | Humanimal          | Ca sĩ kết hợp |
| 2013 | "Ringa Linga"                | Taeyang               | 3:49      | RISE               | Khách mời     |
| 2014 | "Born Hater"                 | EPIK HIGH             | 5:36      | ShoeBox            | Ca sĩ kết hợp |
| 2015 | "취향저격 (My Type)"         | iKON                  | 3:55      | Welcome Back       | Ca sĩ         |
| 2015 | "Airplane"                   | iKON                  | 3;49      | Welcome Back       | Ca sĩ         |
| 2015 | "리듬 타 (Rhythm Ta)"        | iKON                  | 4:02      | Welcome Back       | Ca sĩ         |
| 2015 | "이리오너라 (Anthem)"        | B.I & Bobby           | 3:42      | Welcome Back       | Ca sĩ         |
| 2015 | "지못미 (Apology)"           | iKON                  | 4:12      | Welcome Back       | Ca sĩ         |
| 2015 | "덤앤더머 (Dumb & Dumber)"   | iKON                  | 4:20      | Welcome Back       | Ca sĩ         |
| 2015 | "왜 또 (What's Wrong?)"      | iKON                  | 4:02      | Welcome Back       | Ca sĩ         |
| 2016 | "오늘 모해 (#WYD)"           | iKON                  | 3:44      | Digital Single     | Ca sĩ         |
| 2017 | Bling Bling                  | iKON                  | 3:45      | New Kids: Begin    | Ca sĩ         |
| 2017 | "벌떼 (B-DAY)"               | iKON                  | 3:49      | New Kids: Begin    | Ca sĩ         |
| 2018 | "사랑을 했다(LOVE SCENARIO)" | iKON                  | 3:32      | Return             | Ca sĩ         |
| 2018 | "죽겠다(KILLING ME)"         | iKON                  | 3:22      | New Kids: Continue | Ca sĩ         |
| 2018 | "이별길(GOODBYE ROAD)'"      | iKON                  | 4:03      | New Kids: Final    | Ca sĩ         |
| 2019 | "I'm OK"                     | iKON                  | 3:50      | New Kids Repackage | Ca sĩ         |
| 2019 | "누구없소(No one)"           | Lee Hi                | 3:30      | 24℃                | Ca sĩ kết hợp |
| 2021 | 역겹겠지만(Remember me)      | B.I                   | 3:39      | Waterfall          | Ca sĩ         |
| 2021 | WATERFALL                    | B.I                   | 2:45      | Waterfall          | Ca sĩ         |
| 2021 | '해변 (illa illa)            | B.I                   | 3:25      | Waterfall          | Ca sĩ         |
| 2022 | BTBT                         | B.I (Feat.DeVita)     | 3:25      | LOVE OR LOVED      | Ca sĩ         |
| 2023 | TO DIE                       | B.I                   | 2:11      | TO DIE FOR         | Ca sĩ         |
| 2023 | Die for love                 | B.I (Feat. Jessi)     | 3:18      | TO DIE FOR         | Ca sĩ         |
| 2023 | Dare to love                 | B.I(Feat.BIG Naughty) | 2:55      | TO DIE FOR         | Ca sĩ         |

### Bản quyền sáng tác
(Tuy B.I đã chính thức rời chấm dứt hợp đồng với YG Entertainment vào ngày 12 tháng 6 năm 2019 nhưng các bài hát anh đã sáng tác trước đó vẫn được đưa vào album "I Decide" của iKON năm 2020)
| Năm  | Ca sĩ                  | Bài hát                                    | Vai trò                                               | Album                           |
| ---- | ---------------------- | ------------------------------------------ | ----------------------------------------------------- | ------------------------------- |
| 2013 | Team B                 | "Climax"                                   | Co-Lyricist & Co-Composer                             | Win Final Battle                |
| 2013 | Team B                 | "Just Another Boy"                         | Co-Lyricist & Co-Composer                             | Win Final Battle                |
| 2014 | WINNER                 | "공허해 (Empty)"                           | Co-Lyricist & Composer                                | 2014 S/S                        |
| 2014 | B.I                    | "BE I"                                     | Lyricist & Co-Composer                                | Show Me The Money 3             |
| 2014 | Team B                 | "기다려 (Wait For Me)"                     | Co-Lyricist & Co-Composer                             | 기다려 Wait For Me - Single     |
| 2014 | Epik High              | "Born Hater"                               | Co-lyricist, Co-Composer, Melody Composition & Vocals | Shoebox                         |
| 2014 | iKON                   | "Long Time No See"                         | Co-Lyricist & Co-Composer                             | MIX & MATCH                     |
| 2014 | iKON                   | "시노시작 (Sinosijak)"                     | Co-Lyricist & Co-Composer                             | MIX & MATCH                     |
| 2015 | iKON                   | "취향저격 (My Type)'                       | Co-Lyricist & Co-Composer                             | Welcome Back                    |
| 2015 | iKON                   | "리듬 타 (Rhythm Ta)"                      | Co-Lyricist & Co-Composer                             | Welcome Back                    |
| 2015 | iKON                   | "Airplane"                                 | Co-Lyricist & Co-Composer                             | Welcome Back                    |
| 2015 | iKON                   | "Welcome Back"                             | Co-Lyricist & Co-Composer                             | Welcome Back                    |
| 2015 | iKON                   | "오늘따라 (Today)"                         | Co-Lyricist & Co-Composer                             | Welcome Back                    |
| 2015 | iKON                   | "솔직하게 (M.U.P)"                         | Co-Lyricist & Co-Composer                             | Welcome Back                    |
| 2015 | iKON                   | "이리오너라 (Anthem)"                      | Co-Lyricist & Co-Composer                             | Welcome Back                    |
| 2015 | iKON                   | "지못미 (Apology)"                         | Co-Lyricist                                           | Welcome Back                    |
| 2015 | iKON                   | "아니라고 (I Miss You So Bad)"             | Co-Lyricist                                           | Welcome Back                    |
| 2015 | iKON                   | "덤앤더머 (Dumb & Dumber)"                 | Co-Lyricist & Co-Composer                             | Welcome Back                    |
| 2015 | iKON                   | "왜 또 (What's Wrong?)"                    | Co-Lyricist & Co-Composer                             | Welcome Back                    |
| 2015 | iKON                   | "리듬 타 (Rhythm Ta) Remix [Rock Version]" | Co-Lyricist & Co-Composer                             | Welcome Back                    |
| 2016 | iKON                   | "Just Go"                                  | Lyricist and co-composer                              | Welcome Back – Complete Edition |
| 2016 | iKON                   | "오늘 모해 (#WYD)"                         | Co-lyricist                                           | Digital Single                  |
| 2016 | Blackpink              | "휘파람 (Whistle)"                         | Co-lyricist                                           | Square One                      |
| 2017 | iKON                   | "Bling Bling"                              | Co-lyricist and co-composer                           | New Kids: Begin                 |
| 2017 | iKON                   | "벌떼 (B-DAY)"                             | Co-lyricist and co-composer                           | New Kids: Begin                 |
| 2018 | iKON                   | "사랑을 했다(LOVE SCENARIO)"               | Lyricist and co-composer                              | Return                          |
| 2018 | iKON                   | Beautiful                                  | Co-lyricist and co-composer                           | Return                          |
| 2018 | iKON                   | "나쁜놈(JERK)"                             | Co-lyricist and co-composer                           | Return                          |
| 2018 | iKON                   | Bestfriend                                 | Co-lyricist and co-composer                           | Return                          |
| 2018 | iKON                   | Everything                                 | Co-lyricist and co-composer                           | Return                          |
| 2018 | iKON                   | "안아보자(Hug me)"                         | Co-lyricist and co-composer                           | Return                          |
| 2018 | iKON                   | "잊지마요(Don't forget)"                   | Co-lyricist and co-composer                           | Return                          |
| 2018 | iKON                   | "돗대(One and only)"                       | Lyricist and co-composer                              | Return                          |
| 2018 | iKON                   | "죽겠다(KILLING ME)"                       | Lyricist and co-composer                              | New Kids: Continue              |
| 2018 | iKON                   | "줄게(Just for you)"                       | Lyricist and co-composer                              | New Kids: Continue              |
| 2018 | iKON                   | "바람(Freedom)"                            | Co-lyricist and co-composer                           | New Kids: Continue              |
| 2018 | iKON                   | "Only you"                                 | Co-lyricist and co-composer                           | New Kids: Continue              |
| 2018 | iKON                   | "칵테일(Cocktail)"                         | Co-lyricist and co-composer                           | New Kids: Continue              |
| 2018 | iKON                   | "이별길(GOODBYE ROAD)'"                    | Co-lyricist and co-composer                           | New Kids: Final                 |
| 2018 | iKON                   | "내가 모르게(Don't let me know)"           | Co-lyricist and co-composer                           | New Kids: Final                 |
| 2018 | iKON                   | "좋아해요(Adore You)"                      | Co-lyricist and co-composer                           | New Kids: Final                 |
| 2018 | iKON                   | "꼴좋다(Perfect)"                          | Lyricist and co-composer                              | New Kids: Final                 |
| 2019 | iKON                   | "I'm OK"                                   | Co-lyricist and co-composer                           | New Kids Repackage              |
| 2019 | Lee Hi                 | "누구없소(No one)"                         | Co-lyricist                                           | 24℃                             |
| 2019 | Lee Hi                 | "한두 번(1,2)"                             | Co-composer                                           | 24℃                             |
| 2019 | Eun Ji-won (Sechskies) | "Worthless"                                | Co-lyricist and co-composer                           | G1                              |
| 2019 | Eun Ji-won (Sechskies) | "Sexy"                                     | Co-lyricist and co-composer                           | G1                              |
| 2020 | iKON                   | "Ah Yeah"                                  | Co-lyricist and co-composer                           | I Decide                        |
| 2020 | iKON                   | "뛰어들게(Dive)"                           | Co-lyricist and co-composer                           | I Decide                        |
| 2020 | iKON                   | "온 세상(All The World)"                   | Co-lyricist and co-composer                           | I Decide                        |
| 2020 | iKON                   | "견딜만해(Holding on)"                     | Lyricist and co-composer                              | I Decide                        |

### Chương trình tham gia
| Năm  | Đài truyền hình | Tên                       | Ghi chú                                                                      |
| ---- | --------------- | ------------------------- | ---------------------------------------------------------------------------- |
| 2009 | KBS             | Yoo Hee-yeol's Sketchbook | cùng MC Mong                                                                 |
| 2013 | Mnet            | Who is Next: WIN          | 10 tập; phát sóng ngày 23 tháng 8                                            |
| 2014 | Mnet            | Show Me the Money 3       | Bị loại ngày 14 tháng 8(tập 7)                                               |
| 2014 | Mnet            | MIX & MATCH               | 9 tập; phát sóng ngày 11 tháng 9                                             |
| 2015 | JTBC            | Mari & I                  | Thành viên chính thức cùng Jinhwan                                           |
| 2015 | SBS             | Running Man               | Tham gia cùng Bobby, phát sóng ngày 20/12/2015 và 27/12/2015 (Tập 278 & 279) |
| 2015 | KBS             | Happy Together            | Tham gia cùng Bobby và Dara, phát sóng ngày 24/12/2015 (Tập 429)             |
| 2016 | KBS             | Yoo Hee-yeol's Sketchbook | Với tư cách iKON (Tập 306)                                                   |
| 2018 | JTBC            | iKON TV                   | Với tư cách iKON                                                             |